# كاساندرا جان
كاساندرا جان (بالإنجليزية: Cassandra Jean)‏ هي متسابقة ملكة الجمال وعارضة وممثلة أمريكية، ولدت في 5 أكتوبر 1985 في هيوستن في الولايات المتحدة.

## وصلات خارجية
- كاساندرا جان على موقع IMDb (الإنجليزية)
- كاساندرا جان على موقع قاعدة بيانات الفيلم (الإنجليزية)